# Ostrůvek (Brandýs nad Labem)
Ostrůvek je říční ostrov řeky Labe, který přiléhá k Brandýsu nad Labem. Jeho délka od jihovýchodu k severozápadu je necelý 1 km (960 m). Tvar ostrova je nepravidelný – v nejužším místě je šířka 38 m, nedaleko odsud, zhruba v dolní polovině ostrova, šířka dosahuje 62 m.

## Poloha a popis
Od hlavního toku řeky je ostrov oddělen mlýnským ramenem. Mlýnské rameno začíná pod budovou zámku mezi Podzámeckým mlýnem a pivovarem. Zhruba v polovině jeho délky se do něj z levé strany vlévá Vinořský potok. I když ostrov už existuje od středověku, jeho tvar i rozměry byly ovlivněny regulací řeky, výstavbou vodních zařízení a mostů. V průběhu 20. století byl ostrov na dolním konci zkrácen při vybudování zahrádkářské osady. Z původního parku stále existuje několik památných stromů, které doplňují současný lesopark. Jde zejména o 4 duby, z nichž 3 jsou poblíž hlavního toku řeky (dub F. X. Procházky, dub ostrostřelců), poslední památný dub je na protější straně ostrova poblíž ústí Vinořského potoka.
Na ostrov či přes něj vede několik mostů. Nejnovějším mostem je nový most generála Lišky. Po něm, nad úrovní vlastního ostrova, vede silnice č. 610, která spojuje Brandýs nad Labem se Starou Boleslaví. Po této trase už od středověku vedla obchodní cesta, která spojovala Prahu s Lužicí, tzv. žitavská zemská stezka. Most v těchto místech, zřejmě zčásti nebo zcela dřevěný, už existoval od středověku. Kamenný most byl postaven M. Borgorellim v letech 1568-69, v následujících letech byl vydlážděn a opravován. Roku 1831 byl most rozšířen a v roce 1931 postaven nový. Při výstavbě nového mostu na počátku tohoto století byly objeveny části mostu z pozdního středověku. Velmi zachovalý je Kamenný most, který vede přímo na ostrov v blízkosti Podzámeckého mlýna. Most byl zbudován v letech 1600-1604, tedy v době panování císaře Rudolfa II., který na zámku často pobýval. Most je ozdoben sochou sv. Jana Nepomuckého a na protější straně mostu křížem. Na ostrůvek vedou tři další mosty, jeden v prodloužení ulice S. K. Neumanna, další dva jsou určeny pro pěší a cyklistický provoz.

## Využití
Podzámecký mlýn, který se nachází na počátku mlýnského ramene řeky Labe byl v době Rudolfa II. největším vodním mlýnem v Čechách. Už od 19. století byl ostrov kromě hospodářských funkcí (mlýn, pivovar, vodárna) využíván jako místo pro sport a trávení volného času. S touto funkcí souvisela řada staveb, např. restaurační pavilony, hudební pavilony a další zařízení, která se však nedochovala. V letních měsících jsou v blízkosti mostu generála Lišky pořádány diskotéky. Rybářům slouží prodejna rybářských potřeb.
Pod zámkem, v blízkosti Kamenného mostu a pod mostem generála Lišky byl zřízen kanál pro vodní slalom. V nejširším místě ostrova je discgolfové hřiště, na spodní straně ostrova je při hlavním toku Labe přírodní pláž. Ostrov je po celé své délce napojen na Labskou cyklostezku.
Zhruba v polovině ostrova je geologická expozice – Polabská geostezka.

## Galerie

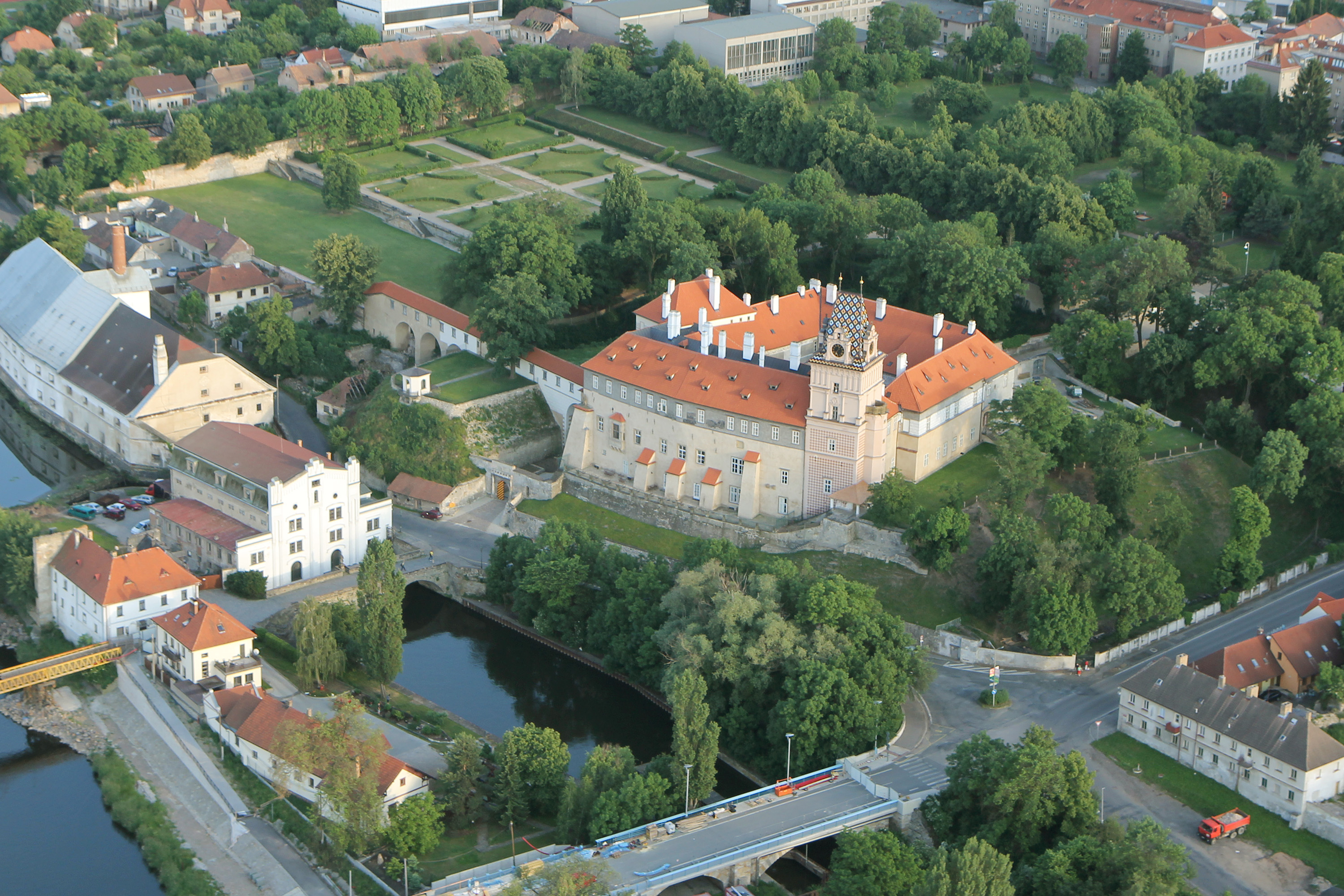
Brandýs n.L. - letecký pohled - Zámek, pivovar a Podzámecký mlýn u řeky, počátek mlýnského ramene Labe
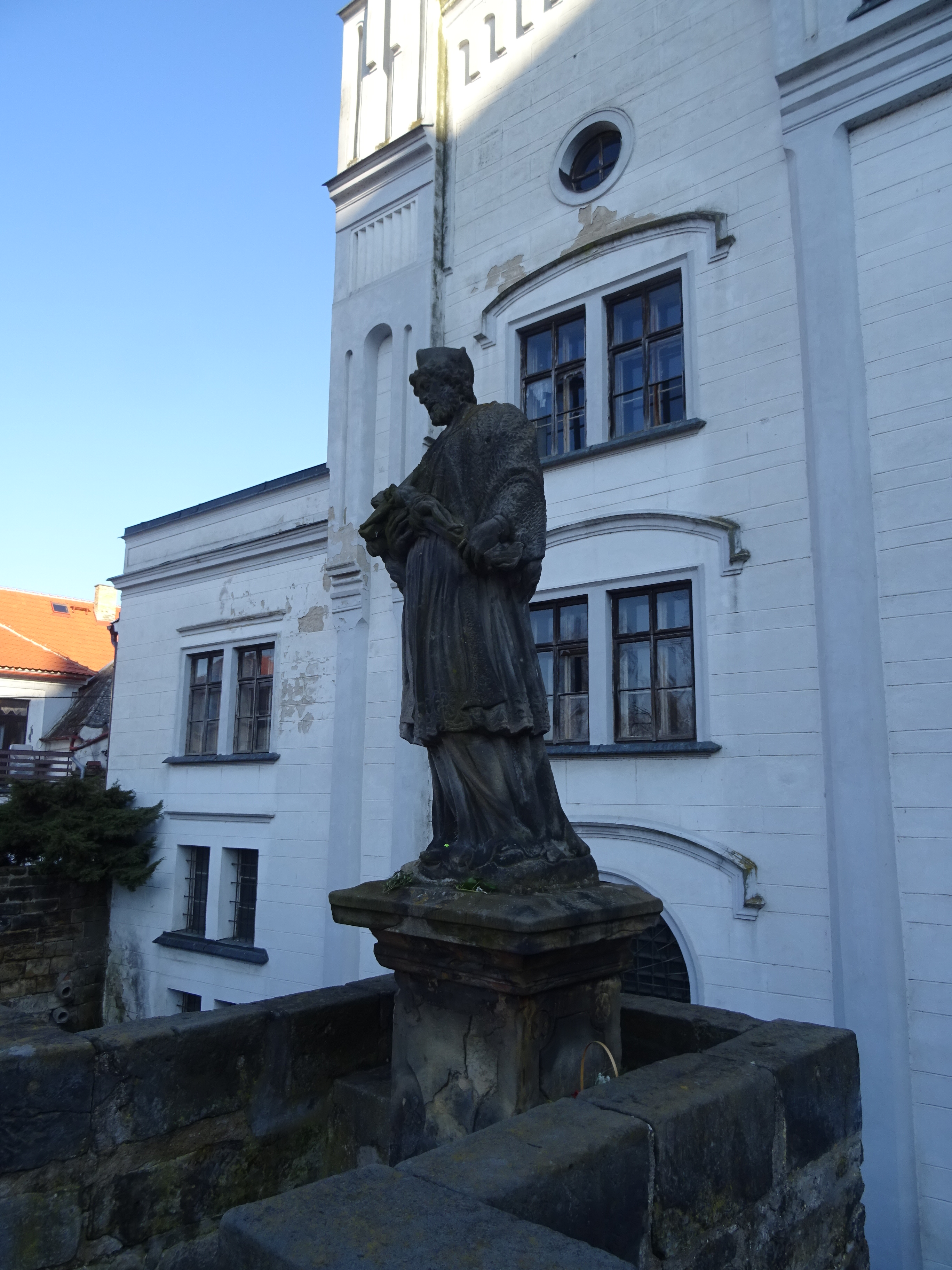
Socha sv. Jana Nepomuckého na Kamenném mostě
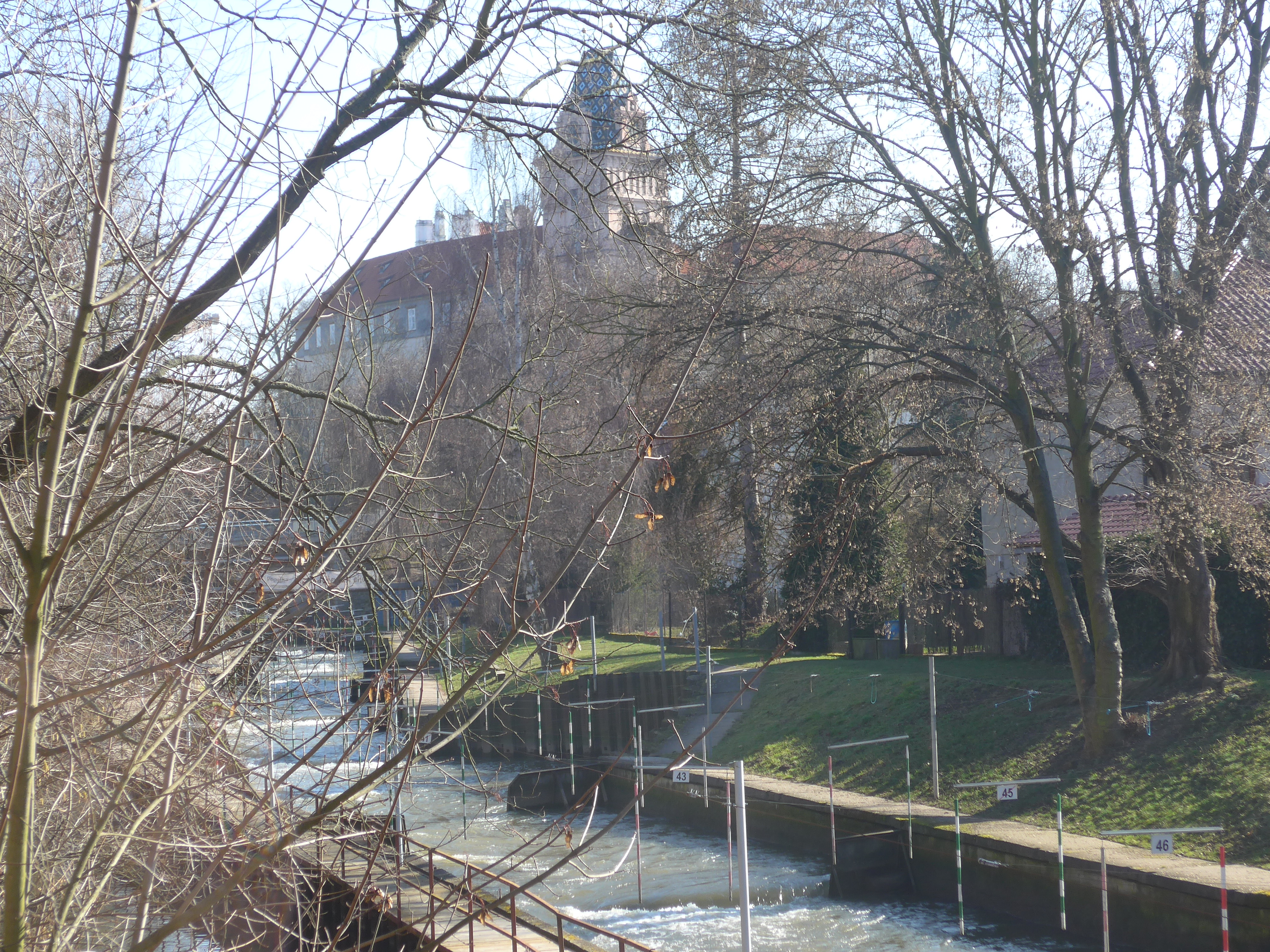
Dráha pro vodní slalom, v pozadí brandýský zámek
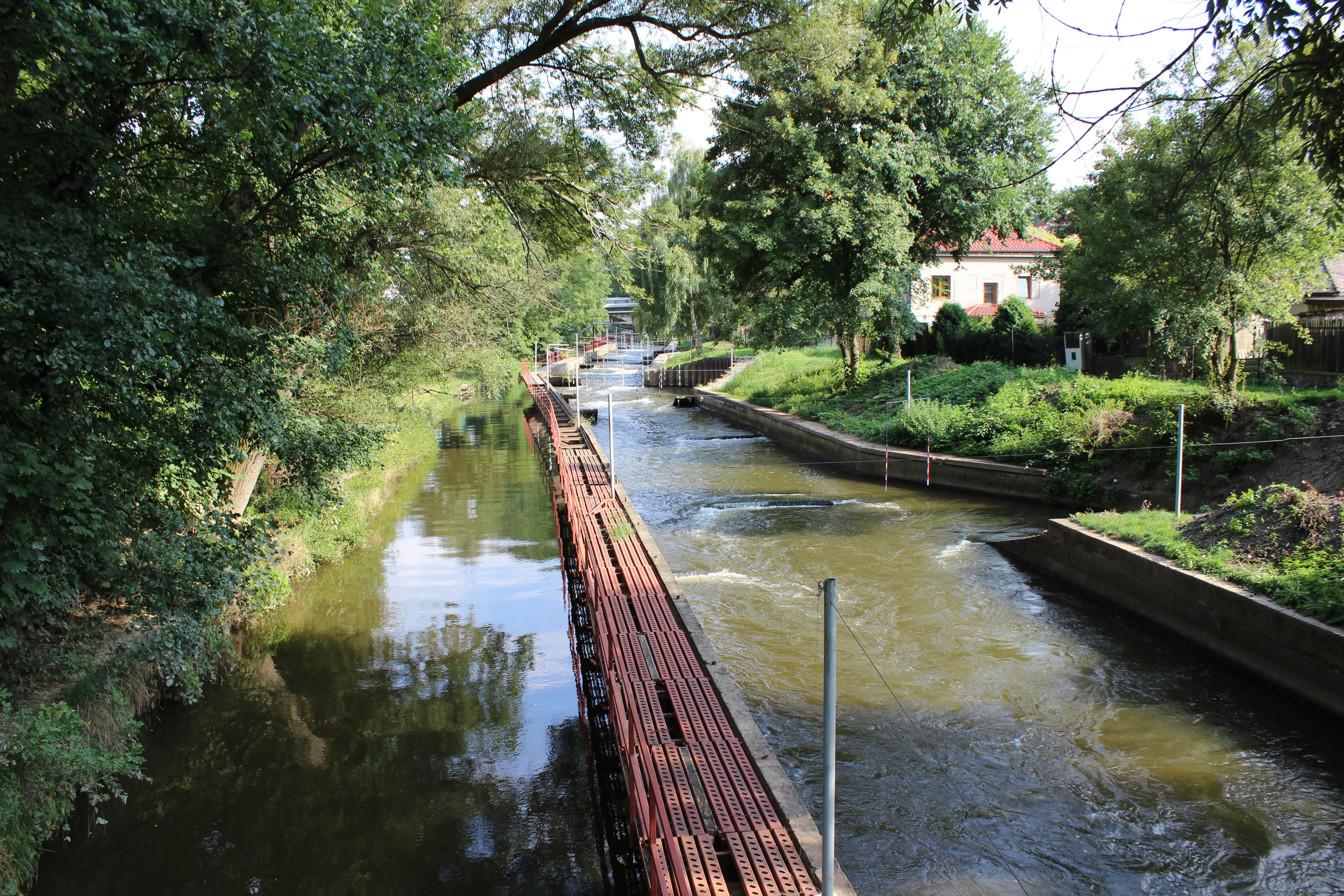
Dráha pro vodní slalom
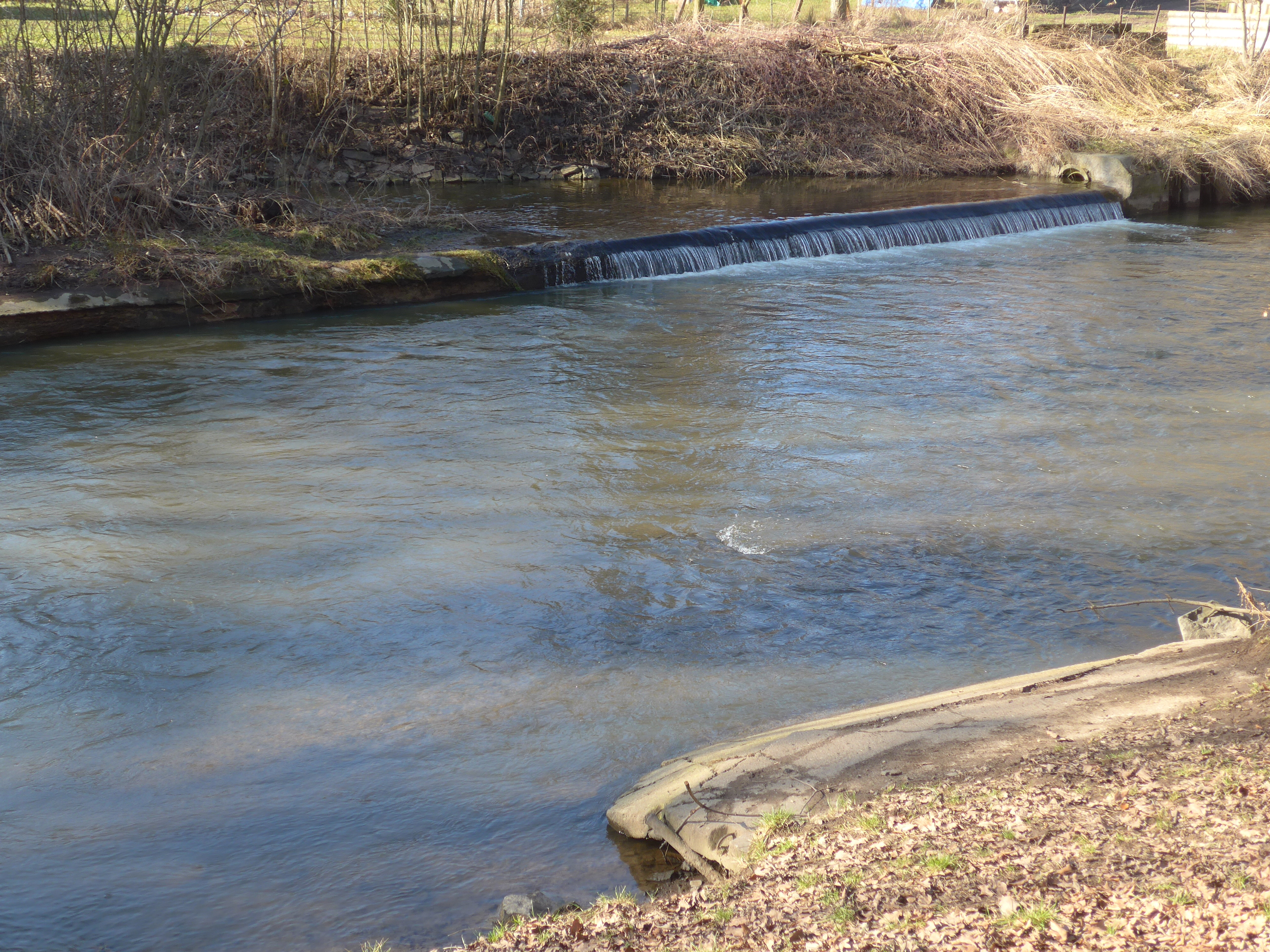
Ústí Vinořského potoka do mlýnského ramene Labe
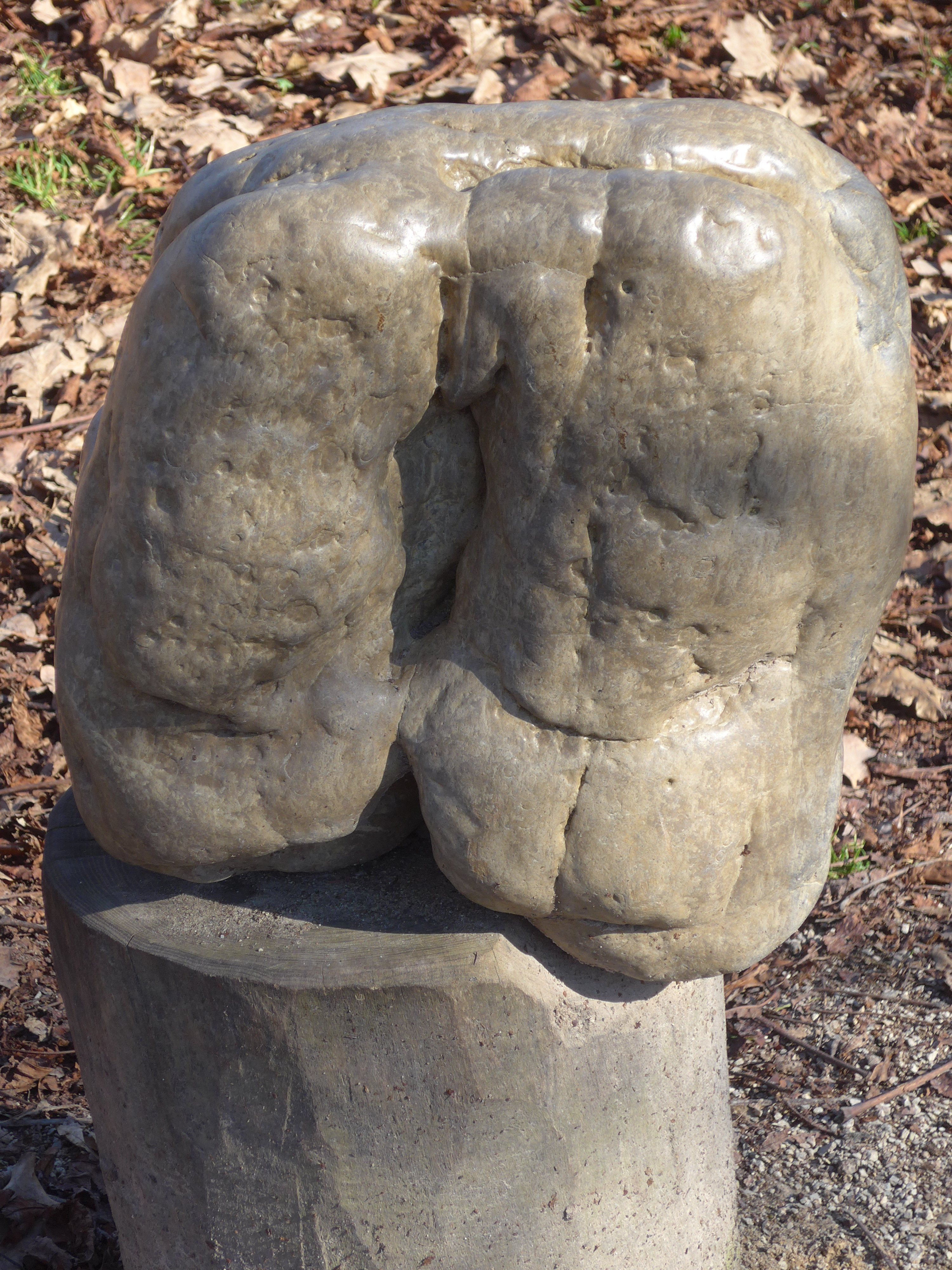
Polabská geostezka - ukázka křemence
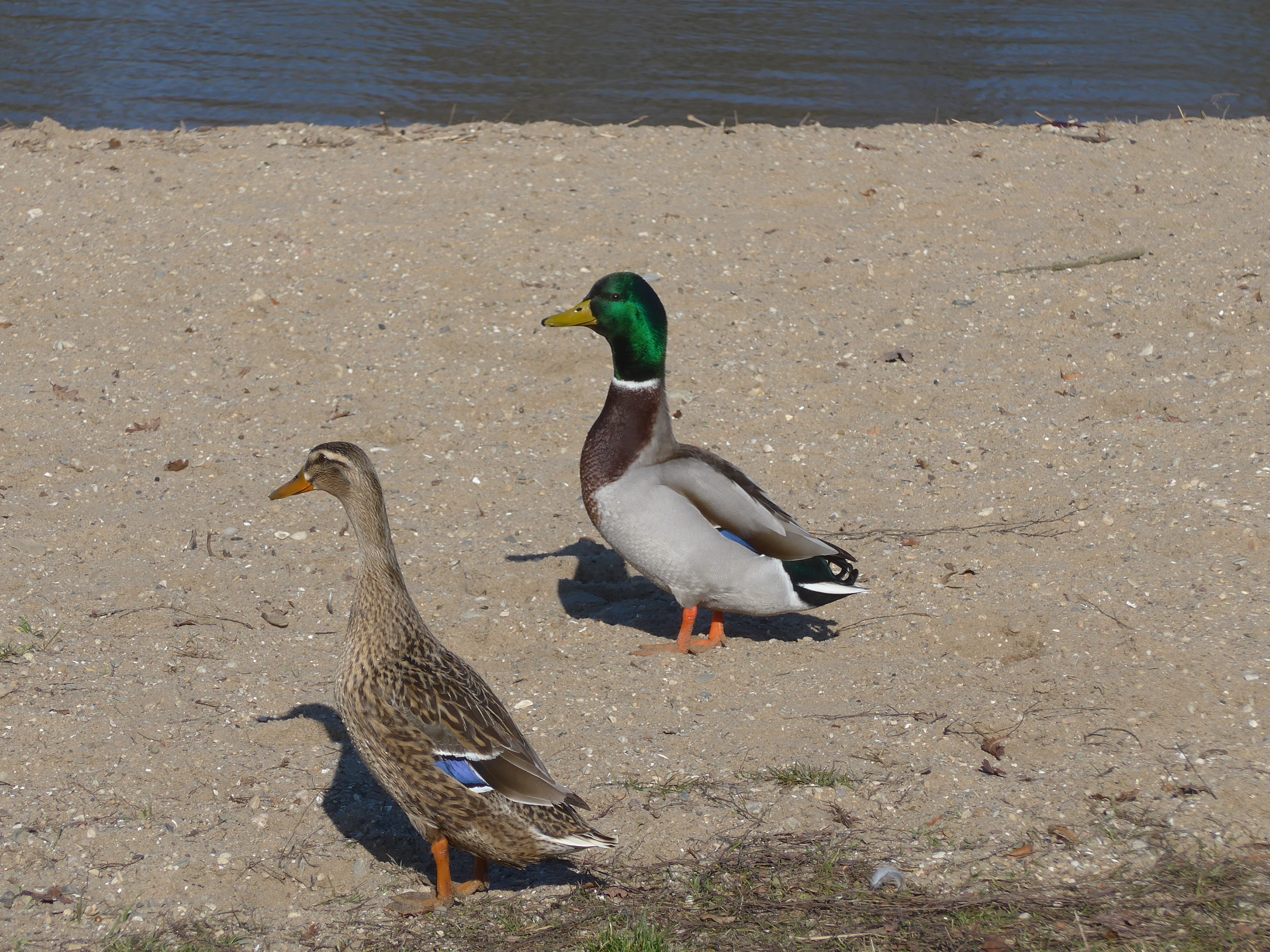
Pláž na dolním konci Ostrůvku
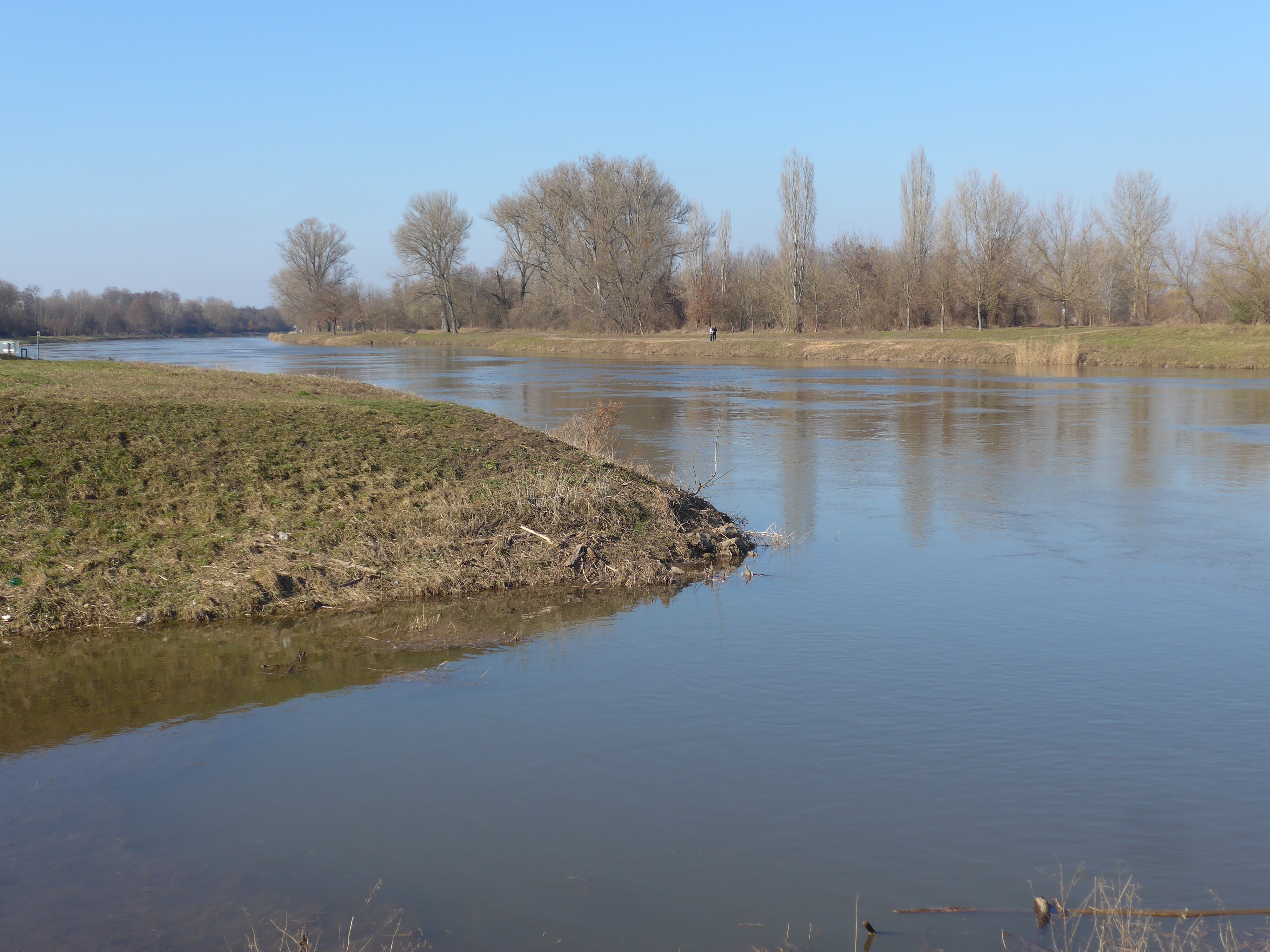
Tok Labe pod Ostrůvkem